# Gigas Sulci
Gigas Sulci é uma área de sulcos e fileiras elevadas subparalelas no quadrângulo de Tharsis em Marte, localizada a 10º  N e 127.8 W.  Possui 398 km de extensão e recebeu o nome de uma formação clássica de albedo.